# Spaniens högsta domstol
Spaniens högsta domstol (spanska: Tribunal Supremo de España) är den högsta rättsinstansen i Spanien i frågor som inte rör Spaniens grundlag (som hanteras av Spaniens författningsdomstol). Domstolen sammanträder i Convento de las Salesas Reales, ett tidigare kloster i centrala Madrid byggt på 1700-talet. Domstolen inrättades 1812.

## Styre och beslutanderätt
Domstolen består av ordföranden, avdelningsordförandena (presidentes de sala) och domarna (magistrados), vilka enligt lag tilldelas varje avdelning. Det finns fem olika avdelningar:
- den civilrättsliga avdelningen
- brottmålsavdelningen
- förvaltningsavdelningen
- arbetsrättsavdelningen
- militäravdelningen

Den högsta domstolen är högsta instans i alla fall som den tar upp. Dess beslut kan endast åsidosättas om Spaniens författningsdomstol – på de områden där denna har beslutanderätt – anser att en HD-dom drabbar de rättigheter och friheter som tillerkänns i Spaniens grundlag. I övrigt finns ingen möjlighet till resning eller vidare behandling av ett ärende när högsta domstolen sagt sitt. Spaniens kung kan dock påverka det utdömda straffet genom benådning av den dömde, på förslag av Spaniens regering.
Domstolen beslutar i frågor om medborgerligt ansvar eller straffbarhet hos Spaniens premiärminister och regering, ledamöterna i Cortes Generales, dess egna ledamöter, ledamöterna hos författningsdomstolen och andra tjänstemän centralt eller regionalt i Spanien. Den beslutar även i frågor rörande olagligförklarande av politiska partier, i samarbete med åklagarämbetet eller regeringen samt någon del av parlamentet.
Spaniens högsta domstol har också beslutanderätt angående domar i lägre instans. Detta inkluderar olika centrala domstolar, liksom de autonoma regionernas egna högsta domstolar och andra domstolar.
Högsta domstolen kan välja att hänskjuta hela eller delar av viktiga mål till lägre instans. Exempel på detta gäller Rättegången mot Kataloniens självständighetsledare (2019), ett mål som på grund av sin vikt hanteras i högsta domstolen utan tidigare behandling i lägre instans. Där har man beslutat att låta Kataloniens överdomstol ta hand om de mindre viktiga målen mot sex åtalade regiontjänstemän.

## Övriga domstolar
På högsta juridiska nivå kompletteras Spaniens högsta domstol av författningsdomstolen, vad gäller ärenden som rör Spaniens grundlag. Även överdomstolarna i de olika autonoma regionerna kan ibland fungera som högsta instans för vissa ärenden.